# Lauren Wenger
Lauren Wenger, född 11 mars 1984 i Long Beach, Kalifornien, är en amerikansk vattenpolospelare.
Wenger har ingått i USA:s OS-lag vid två olympiska spel. I den olympiska vattenpoloturneringen i Peking gjorde hon ett mål. I den olympiska vattenpoloturneringen i London gjorde hon två mål. I vattenpoloturneringen vid världsmästerskapen i simsport 2007 gjorde Wenger elva mål, i vattenpoloturneringen vid världsmästerskapen i simsport 2009 åtta mål och vid Panamerikanska spelen 2007 blev hennes målsaldo tolv mål. Vid Panamerikanska spelen 2011 gjorde Wenger nio mål. I samband med den amerikanska segern vid olympiska sommarspelen 2012 åstadkom Wenger bedriften att ha tagit guld vid OS, VM och Panamerikanska spelen.